# 大鱗短腺脂鯉
大鱗短腺脂鯉，為輻鰭魚綱脂鯉目脂鯉亞目脂鯉科的其中一個種。分布於南美洲Chucunaque及Atrato河及馬拉開波湖流域，體長可達4.5公分，棲息在底中層水域，生活習性不明，可做為觀賞魚。